# Bocchoris marucalis
Bocchoris marucalis là một loài bướm đêm trong họ Crambidae.